# Lokální vzdělávací trh
Lokální vzdělávací trh se odehrává v místě jako je například město, vesnice, sídliště nebo vyloučená lokalita. Děti jsou zde zařazovány do škol na základě volby jejich rodičů. Ti mají právo rozhodnout, kam jejich dítě nastoupí na školu. Lokální vzdělávací trh nemá jasně vymezené hranice na mapě. Tyto hranice si vytyčují rodiče výběrem preferované školy. Vybírají pak takové školy, které odpovídají představám o vzdělávání jejich dětí (např. co se týče kurikula). Školy tak soutěží mezi sebou o nové žáky tím, že nabízejí vzdělání. V přeneseném významu pak hovoříme o smyslu nabídky (škola) a poptávky (rodiče). Tento trh se ustanovil v osmdesátých a devadesátých letech. Kdy došlo k tzv. marketizaci vzdělávání.
Lokální vzdělávací trh tedy znamená, že „aktéři při volbě základních škol zohledňují především konkrétní podmínky v místě, kde žijí, nikoliv situaci v jiném městě či obci.“ Na podobu těchto trhů má velký vliv počet obyvatel a jejich složení (Češi, cizinci apod.) a s ní související počet škol a konkrétní prostorovou konfiguraci. Nejčastějším případem je vznik segregované školy ve vyloučených lokalitách (např. „Romské školy“).
Lze tedy říct, že: „Analýza vzdělávacího lokálního trhu je analýzou fyzického, místního sociálního a institucionálního prostoru, v rámci národní legislativy“

## Tři charakteristiky lokálního vzdělávacího trhu
1. možnost volby – rodiče si sami zvolí, do jaké školy dítě zapíšou[1]
2. aktivní soutěž – školy musí reagovat na zájem rodičů o určitý typ výuky, výukový program atd.[1]
3. zvýšení kvality nabízených vzdělávacích služeb[1]

## Podmínky ovlivňující lokální vzdělávací trh

### Nabídka škol
Nabídkou škol je především to, že nabízí vzdělání dětem. Je pak na každé škole, co navíc nabízí svým klientům, tedy rodičům, a především jejich dětem.

#### Příklady
- zájmové kroužky
- sportovní školy
- rozšířená výuka cizího jazyka
- výuka s prvky waldorfské výuky
- matematické třídy
- školní poradenské pracoviště (asistent pedagoga, školní metodik prevence, výchovný poradce, školní psycholog)
- účast v různých školních projektech (zdravá škola, EKOŠKOLA, ovoce do škol apod.)
- a mnohé další

### Poptávka rodičů
Rodiče mohou preferovat a poptávat různé profily škol, například:
- nejlepší a nejefektivnější vzdělávací možnosti pro jejich děti
- výhodné umístění školy
- kvalitní školy
- kvalitní učitelé

### Sociálně vyloučená lokalita
Jako sociálně vyloučená lokalita je označováno místo, kde se soustřeďují lidé, poznamenaní exkluzí neboli sociálním vyloučením. Společnost takové místo vnímá negativně a spojuje jej označením "ghetto", "špatná adresa" či "problémové místo".

#### Příklady
- městská čtvrť (Např. sídliště Chánov)
- ulice, dům či skupina domů (Např. Dům Nelsona Mandely v Sowetu, dnes muzeum)
- oddělená osada (Např. Cité Soile na Haiti)